# Kicsid Gizella
Kicsid Gizella (Kovászna, 1979. november 21. –)  romániai magyar színésznő.

## Életpályája
1998-ban érettségizett a kézdivásárhelyi Bod Péter Tanítóképzőben. Színművészeti tanulmányait 1999 és 2003 között a marosvásárhelyi Színházművészeti Egyetemen végezte. Pályafutását a sepsiszentgyörgyi Tamási Áron Színházban kezdte, 2013-tól a Kolozsvári Állami Magyar Színház társulati tagja.

## Szerepek
- Anna Petrovna, Ivanov felesége (Csehov: Ivanov)
- Balázs kisasszony (László Miklós: Illatszertár)
- Bendeleiben Izidora, türingiai leány (Katona József: Bánk bán)
- Ördög (Horváth Péter–Béres Attila–Selmeczi György: A három testőr)
- Portia, gazdag hölgy (Shakespeare: A velencei kalmár)
- Fima (Makszim Gorkij: A nap fiai)
- Zofia szent, később bűnös asszony (Tadeusz Slobodzianek: Ilja Próféta)
- Didina Mazu (Ion Luca Caragiale: Karnebál)
- Céliméne, Alceste szerelme (Molière: A mizantróp)
- Titánia, tündérkirályné (Shakespeare: Szentivánéji álom)
- Nyina Mihajlovna Zarecsnaja, gazdag földbirtokos fiatal lánya (Csehov: Sirály)
- Gondos Magdolna, fiatal lány (Tamási Áron: A csoda)
- Yvonne (Witold Gombrowicz: Yvonne, burgundi hercegnő)
- Suzy (John Steinbeck: George és Lennie)
- Ann (Friedrich Dürrenmatt: A csendestárs)
- Tünde, tündérlány (Vörösmarty Mihály: Csongor és Tünde)
- Davies (Harold Pinter: A gondnok)
- Cordelia, Lear király lánya (Shakespeare: Lear király)
- Lady Macbeth (Shakespeare: Macbeth)
- Vereckey Szilvia (Kálmán Imre–Békeffi István–Kellér Dezső: Csárdáskirálynő)
- Júlia (Balassi Bálint: Szép magyar komédia)
- Dajka (Euripidész: Médeia)
- Desdemona (Shakespeare: Othello, a velencei mór)
- Bábjátékos felesége (Gyurkó László: A búsképű)
- Wang, vízárus (Bertolt Brecht: Jóembert keresünk!)
- Ágnes, Arnolphe neveltje (Molière: Nők iskolája)
- Iszméné (Szophoklész: Antigoné)
- Montague kedvese (Shakespeare: Rómeó és Júlia)
- Clarice, II. szereposztás (Carlo Gozzi: A szarvaskirály)

## Filmszerepek
- A csoda  (2009, TV-film, rendező: Bocsárdi László) – Gondos Magdolna, fiatal lány
- Yvonne, burgundi hercegnő (TV-film, rendező: Petrovics Eszter) – Yvonne

## Díjak, kitüntetések
- 2010 – A legjobb női főszereplő díja Célimene szerepéért A  Mizantróp című előadásban – Magyar Színházak XXII. Fesztiválja, Kisvárda
- 2008 – Egyéni alakításdíj Yvonne szerepéért, Gombrowicz: Yvonne, burgundi hercegnő – Határon Túli Magyar Színházak XX. Találkozója, Kisvárda
- 2004 – Uniter díj jelölés a Legjobb női mellékszereplő kategóriában Wang szerepéért, Brecht: Jóembert keresünk